# Голос відродження (газета, УГС)
«Го́лос відро́дження» — щомісячна самвидавна газета УГС. Видавалася з квітня 1989 по листопад 1991 рр. у Києві. З № 6, 1990 року — видання УРП. У 1991 році — була офіційно зареєстрована в статусі «незалежної газети». Девіз — слова Василя Стуса — «Народе мій, до тебе я ще верну…».

## Виготовлення та друк
Виготовлялась класичним способом як періодичний самвидав. Тиражування перших чисел відбувалося у Вільнюсі за сприянням Литовського руху за незалежність «Саюдіс». Наклад сягав 12 тисяч примірників, розповсюджувався в усій Україні.

## Редакція
Головний редактор — колишній політв'язень Сергій Набока. Члени редколегії та автори — В'ячеслав Чорновіл, Світлана Рябошапка, Олесь Сергієнко, Лариса Лохвицька, Олесь Шевченко, Леонід Мілявський, Віталій Шевченко, Левко Лук'яненко, Євген Пронюк, Віктор Кулішенко, Олексій Гулько, Валерій Нетреба, Сергій Спасокукоцький.